# Ієронім Кок
Ієронім Велленс де Кок (нід. Wellens de Cock; Антверпен ; 1518 — 10 жовтня 1570 ; Антверпен) — фламандський художник, гравер і видавець; найвідоміший видавець гравюр у Північній Європі другої половини XVI століття.

## Життєпис
Ієронім Кок народився в Антверпені у 1518 році в родині відомого художника Яна Велленса де Кока. Його брат Маттейс також був художником.
З 1545 року — член Гільдії Святого Луки в Антверпені. У 1546—1548 рр. відвідав Італію та Рим. Після повернення до Антверпена заснував свій видавничий дім «На чотирьох вітрах». Його перше видання вийшло друком 1548 року.
Видавництво Кока відігравало важливу роль у поширенні в Північній Європі ідей італійського Високого ренесансу — Кок видавав гравюри Джорджо Гізі, Дірка Волькертсена Корнгерта і Корнеліса Корта, виконані за роботами таких італійських художників, як Рафаель, Приматіччо і дель Сарто. В Італії копії багатьох гравюр Кока випустив Скамоцці.
Кок також видавав гравюри за малюнками фламандських художників, зокрема Флоріса, Брейгеля, Гемскерка і Босха. Багато робіт Брейгеля були виконані на замовлення Кока. Кок також співпрацював з іспанським картографом Дієго Гутьєрресом. 1562 року він видав мапу Америки, створену Гутьєресом.

## Галерея

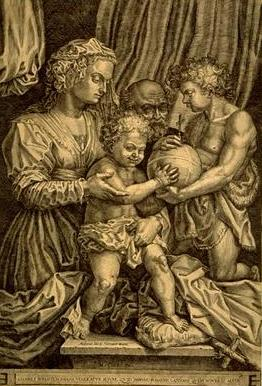
Гравюра Кока до картини Андреа дель Сарто (бл. 1560)
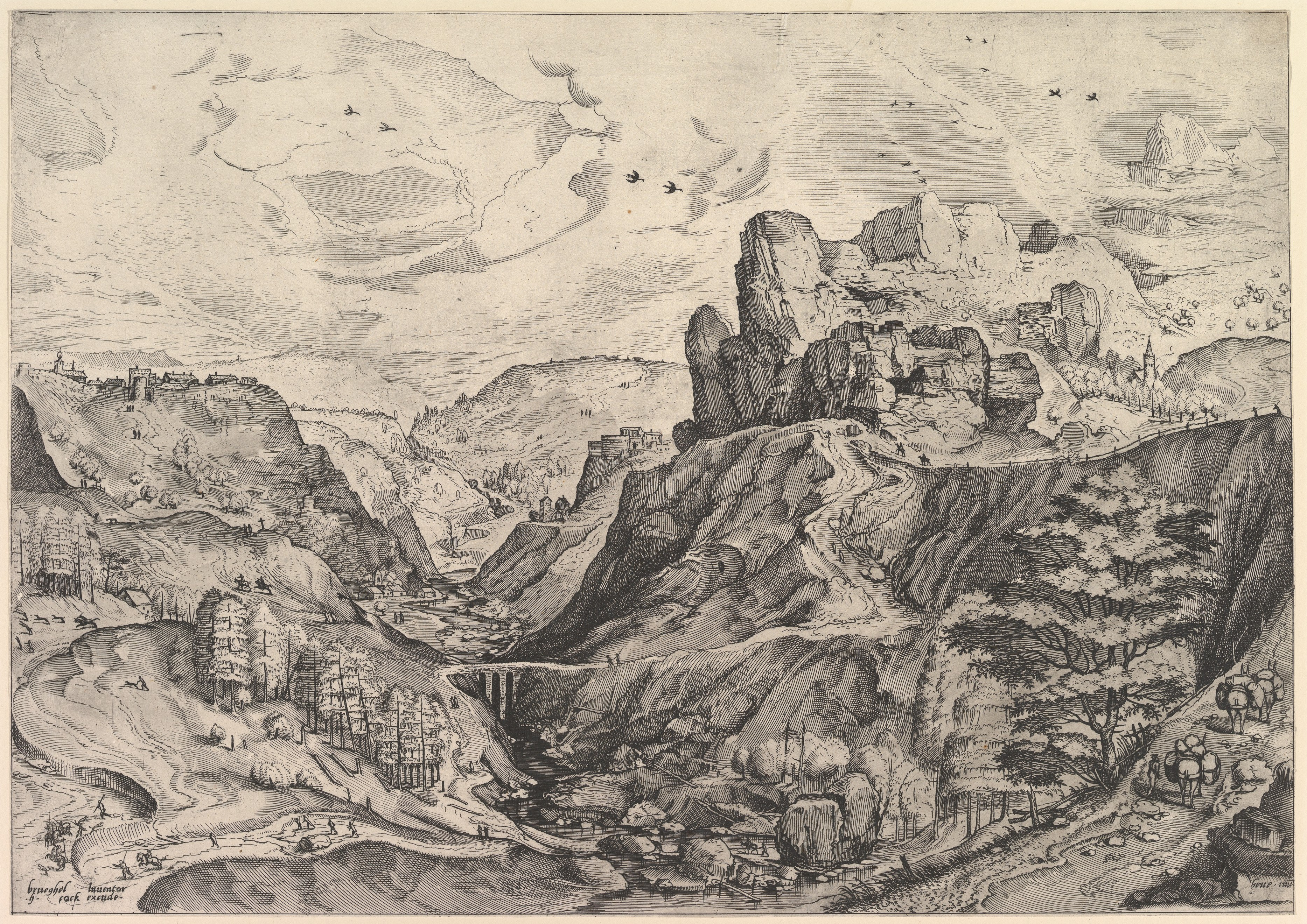
Альпійський пейзаж
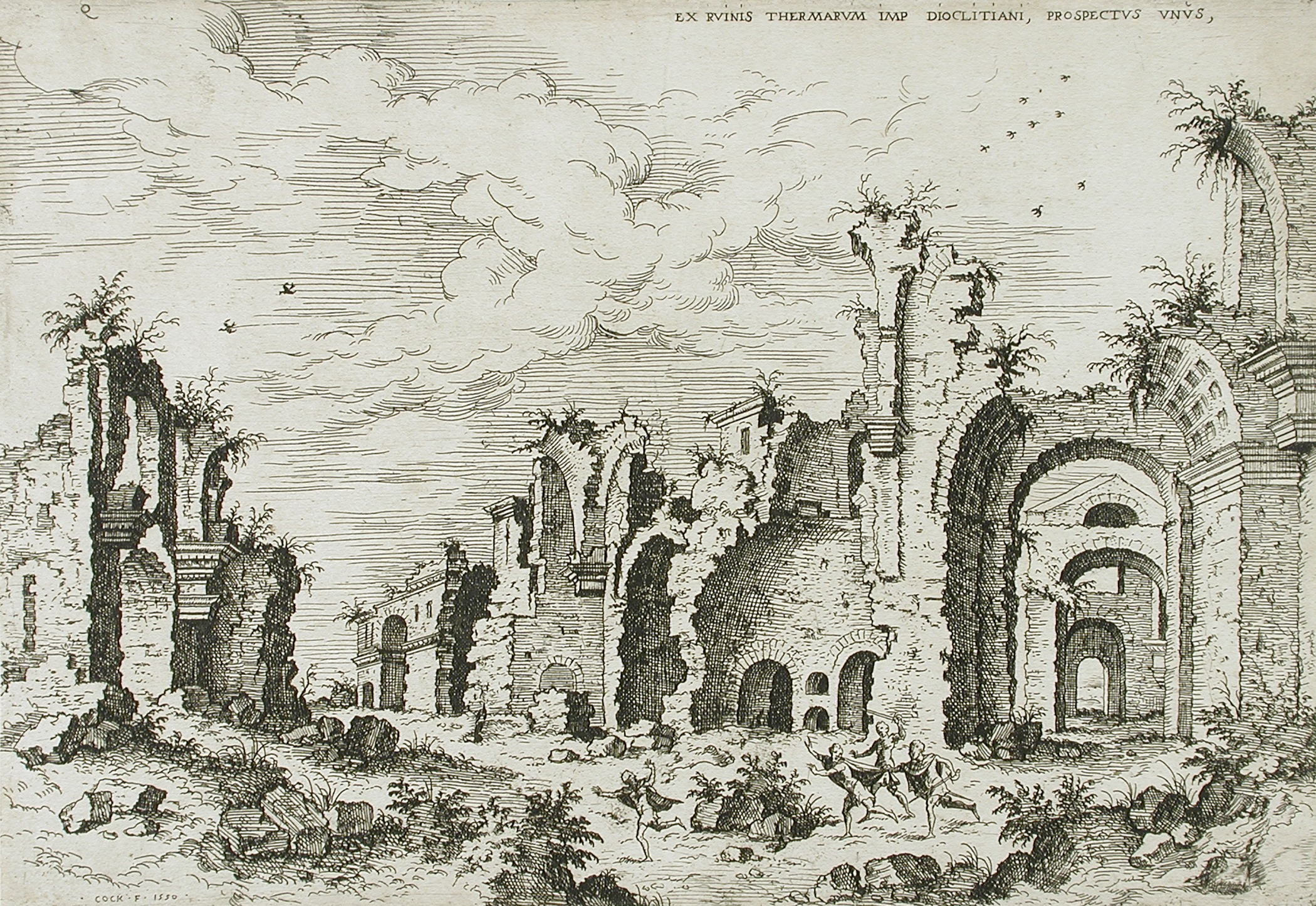
Руїни терм Діоклетіана
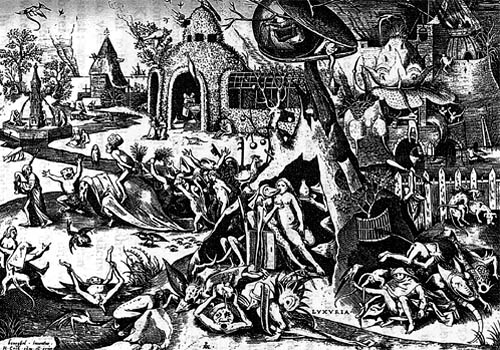
Сім смертних гріхів
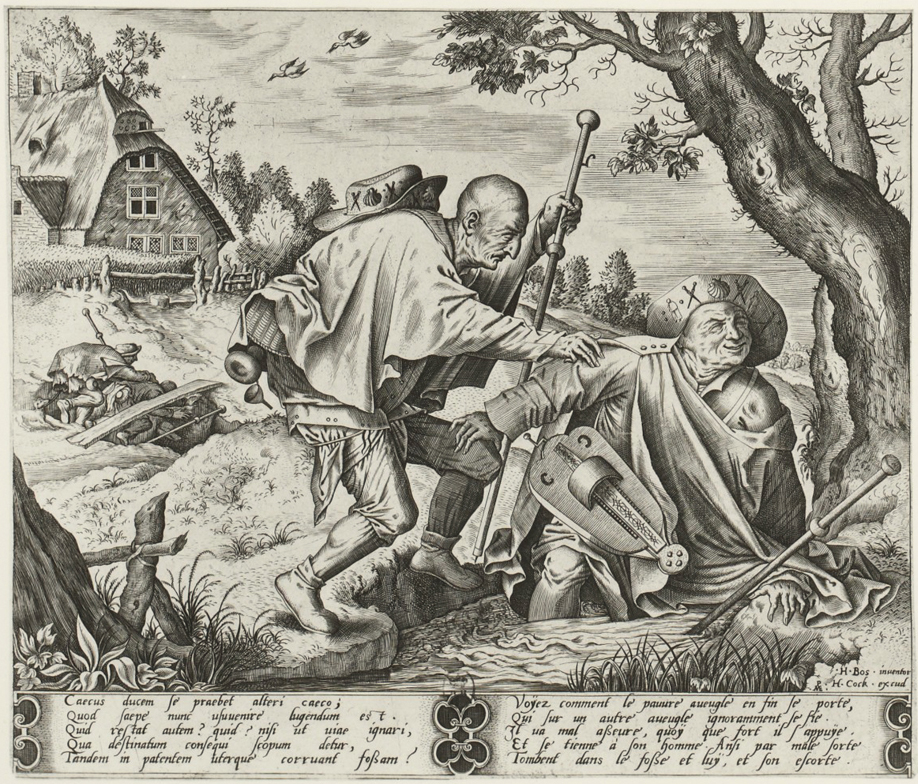
Гравюра Кока за картиною Ієроніма Босха